# 미저리 (희곡)
《미저리》는 2012년 미국의 작가 윌리엄 골드먼이 발표한 희곡으로, 1987년 출간된 미국 인기작가 스티븐 킹의 동명의 원작소설을 각색하였다. 2015년 브루스 윌리스와 로리 멧캐프가 주연을 맡아 브로드웨이에서 상연되었으며, 우리나라에서는 안재욱 주연으로 2019년 7월 무대에 오를 예정이다.

## 줄거리
'미저리'란 이름의 여주인공으로 한 대중소설로 인기작가가 된 폴 셸던이 완결편을 내고는 새로운 작품을 쓰기로 마음 먹고 산속 호텔로 가던 중 눈보라에 사고를 당한다. 눈을 떴을 때 친절한 간호사 출신의 애니 윌킨스이 그를 간호하고 있었다. 그런데, '미저리'의 광팬인 애니는 '작가'에게 광기어린 요구를 하면서, 폴 셸던은 악몽에 휩싸이게 된다.

## 창작진
- 연출: 황인뢰

## 등장인물
- 폴 셀던: 김상중, 안재욱
- 애니 윌크스: 길해연, 김성령
- 버스터: 고인배, 손정은

## 공연 정보
- 2018년 2월 9일에서 4월 15일까지 두산아트센터 연강홀에서 황인뢰 연출로 공연되었다. 김상중, 김승우, 이건명이 폴 역을, 길해연, 이지하, 고수희가 애니 역을 맡아다. 버스터 역은 고인배가 맡았다.
- 2019년 7월 13일부터 9월 15일까지 대학로 세종문화회관 M씨어터에서 공연된다.[2]